# Hanumanthapura, Malur
Hanumanthapura là một làng thuộc tehsil Malur, huyện Kolar, bang Karnataka, Ấn Độ.